# Bermicourt
Bermicourt ist eine französische Gemeinde mit 167 Einwohnern (Stand 1. Januar 2022) im Département Pas-de-Calais in der Region Hauts-de-France. Sie gehört zum Arrondissement Arras und Kanton Saint-Pol-sur-Ternoise.

## Lage
Die Gemeinde Bermicourt liegt im Artois, 45 Kilometer westnordwestlich von Arras. Nachbargemeinden von Bermicourt sind Fleury im Nordosten, Pierremont im Osten, Humières im Süden, Humerœuille im Westen sowie Érin im Nordwesten.

## Bevölkerungsentwicklung
| Jahr                       | 1962 | 1968 | 1975 | 1982 | 1990 | 1999 | 2006 | 2012 | 2022 |
| Einwohner                  | 165  | 159  | 146  | 143  | 127  | 128  | 149  | 153  | 167  |
| Quellen: Cassini und INSEE |      |      |      |      |      |      |      |      |      |

## Sehenswürdigkeiten

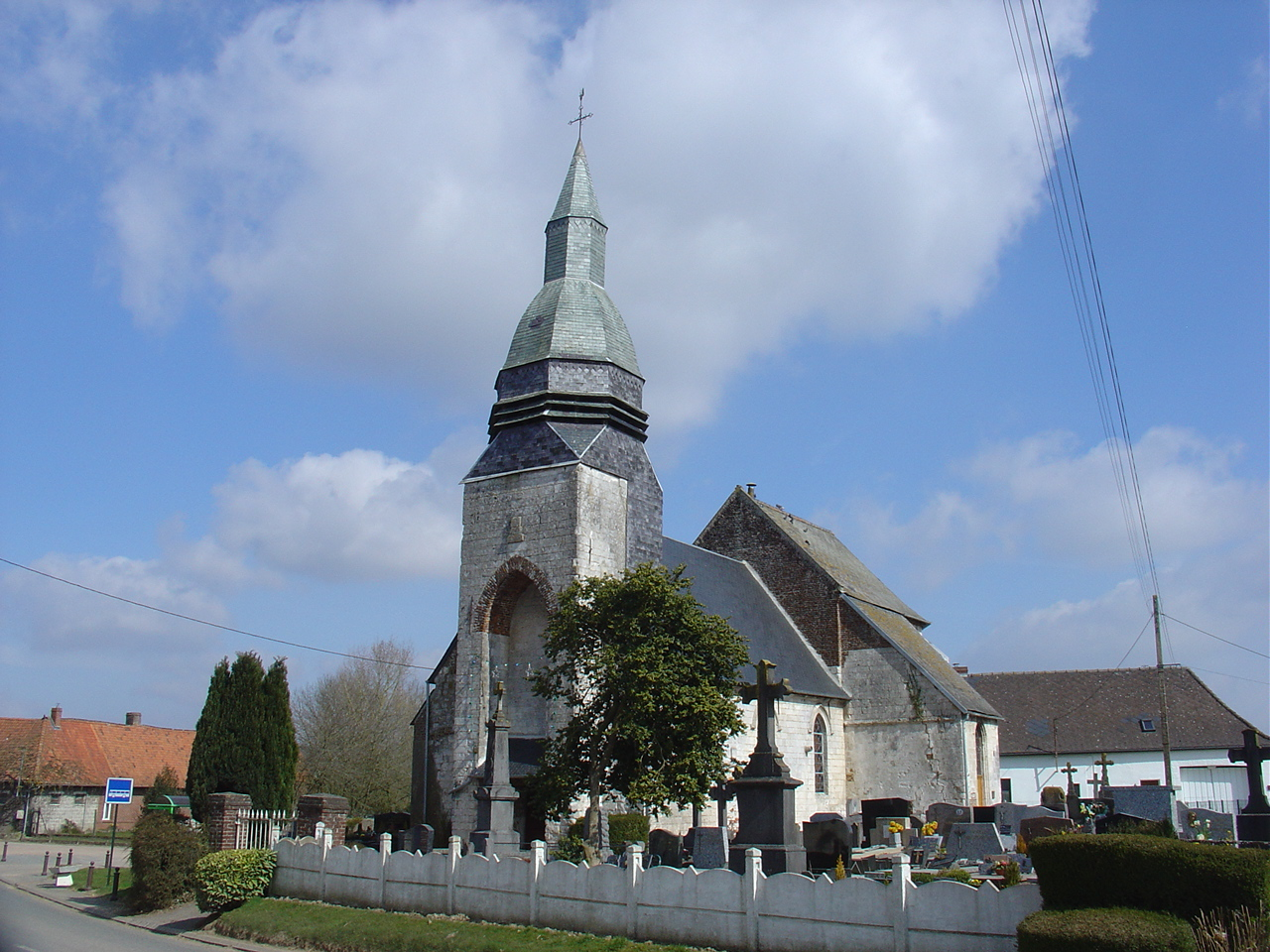
Kirche Notre-Dame
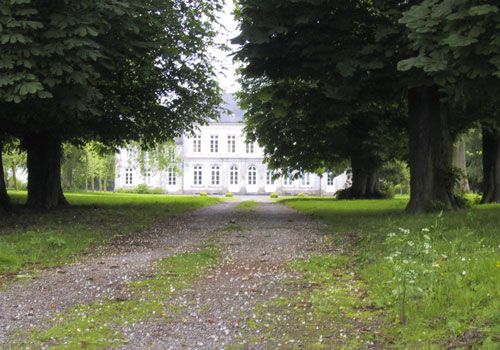
Schloss

- Kirche Notre-Dame
- Schloss